# Villers-devant-le-Thour
Villers-devant-le-Thour é uma comuna francesa na região administrativa de Grande Leste, no departamento das Ardenas. Estende-se por uma área de 16,41 km². Em 2010 a comuna tinha 425 habitantes (densidade: 25,9 hab./km²).